# Thomas Peter Krag
Thomas Peter Krag (28. juli 1868 i Kragerø-13. januar 1913 i Kristiania) var en norsk lyriker og forfatter, kendt som en af mange Sørlandsforfattere. Hans bøger er præget af en melankolsk og drømmende mystik.

## Livsforløb
Efter opvækst i Kristiansand gik han ved Kristiansand katedralskole (1877) og tog examen artium (1890). Samtidig flyttede familien til Kristiania. Derefter var Krag heltidsforfatter og i længere perioder bosat i København, med studieture til Frankrig, Tyskland og Italien. Han var en af Norges bedst sælgende forfattere i 1890'erne, og romanen Ada Wilde (1897) anses som den mest betydelige i hans produktion. Han var søn af politikeren og militæringeniøren Peter Rasmus Krag (1825–91) og bror til digteren Vilhelm Krag. Krag var gift med den danske digter Iben Nielsen (1901–12) og far til litteraturkritikeren og filologen Erik Krag og heraldikeren og slægtshistorikeren Hans Krag. I Wergelandsparken i Kristiansand - anlagt af Henrik Wergelands bror, Joseph Frantz Oscar Wergeland - står en buste af Krag lavet af Joseph Grimeland (1956).

## Udgivelser
Listen inkluderer også bidrag til antologier.
- Jon Græff (1891). Folkelivsskildring fra Sørlandet.[7]
- Fra den gamle by (1892)
- Ensomme mennesker (1893)
- Mulm (1893)
- Kong Aagon (1894). Drama. Bl.a. opført ved Nationaltheatret (1909).[8]
- Kobberslangen (1895)
- Ulf Ran (1897)
- Ada Wilde (1897)
- Vesterfra, fortællinger, skildringer og eventyr (1897). Ill. af Thorolf Holmboe
- Fru Beates hus (1898)
- Enken (1899)
- Hjem, sang i prosa (1900)
- Det Glade Hjørne (1901)
- Daudmandsholmen. En Historie om Ivar og Aanon Eigens Livsskjæbne (1903)
- Sorte skove (1903)
- Ægtemænd og Lygtemænd (1904)
- Ildliljen. Wanda Høgs syn (1905)
- Stenbænken (1905)
- Maagereden (1906)
- Det aller helligste (1907)
- Offerlam (1907)
- Tubal den fredløse (1908)
- Mester Magius (1909)
- Gunvor Kjeld, prestens datter (1910)
- Vej og vidde (1910)
- Fortællinger fra Kakkelovnskrogen (1911)
- Frank hjelm (1912)

## Filmmanuskripter
- Et gensyn (1910)
- Den glade løytnant (1912)
- Dødskysset (1915)
- Gloria (1916)
- Syndens sold [9]

## Eksterne henvisning og kilder
- Digitaliserede bøger af Krag i Nasjonalbiblioteket.
- Publikationer af Thomas Peter Krag (Webside ikke længere tilgængelig) i BIBSYS (norsk)
- Thomas Peter Krag på Internet Movie Database (engelsk)
- Thomas Peter Krag på Filmdatabasen
- Thomas Peter Krag på danskefilm.dk
- Thomas Peter Krag på danskfilmogtv.dk
- Thomas Peter Krag på The Movie Database (engelsk)